# مقشدة

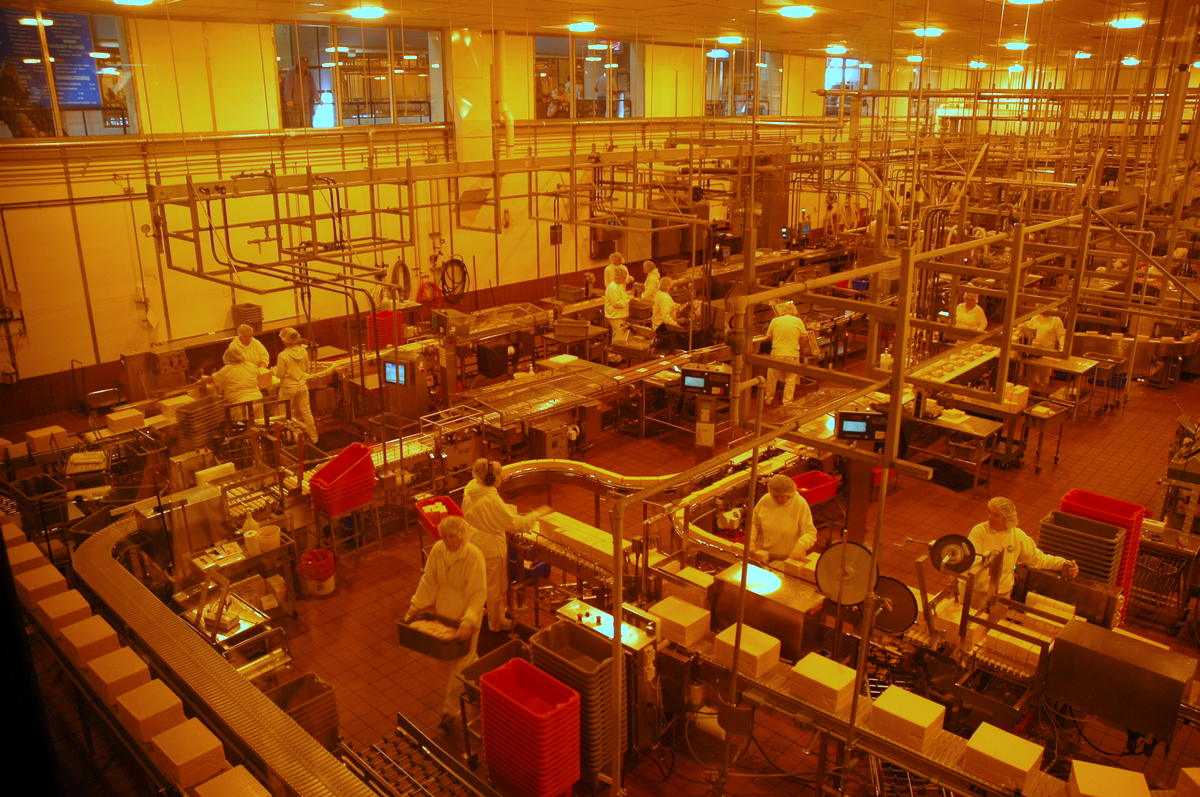
مقشدة

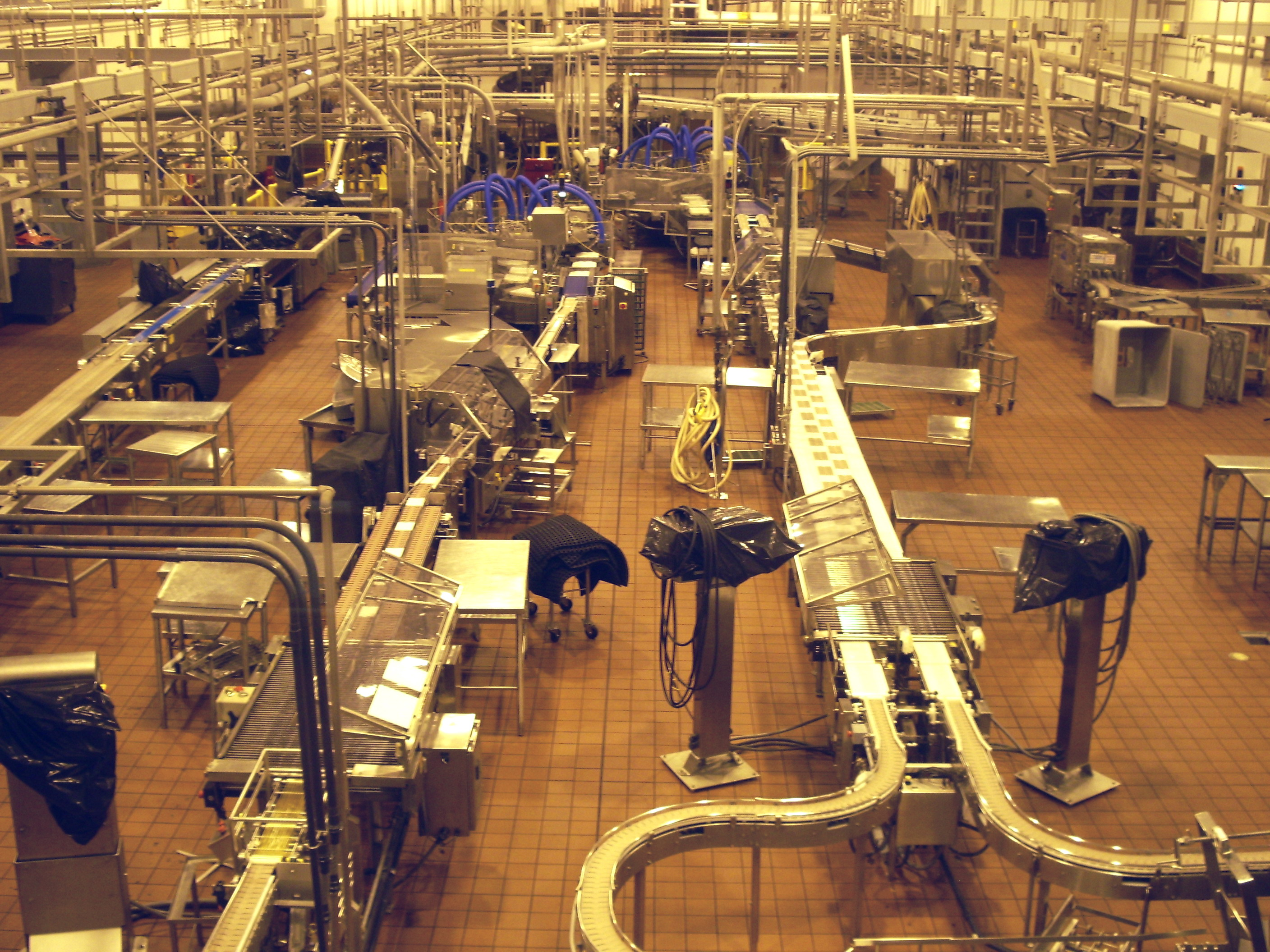
مقشدة ذات خطوط تصنيع القشدة

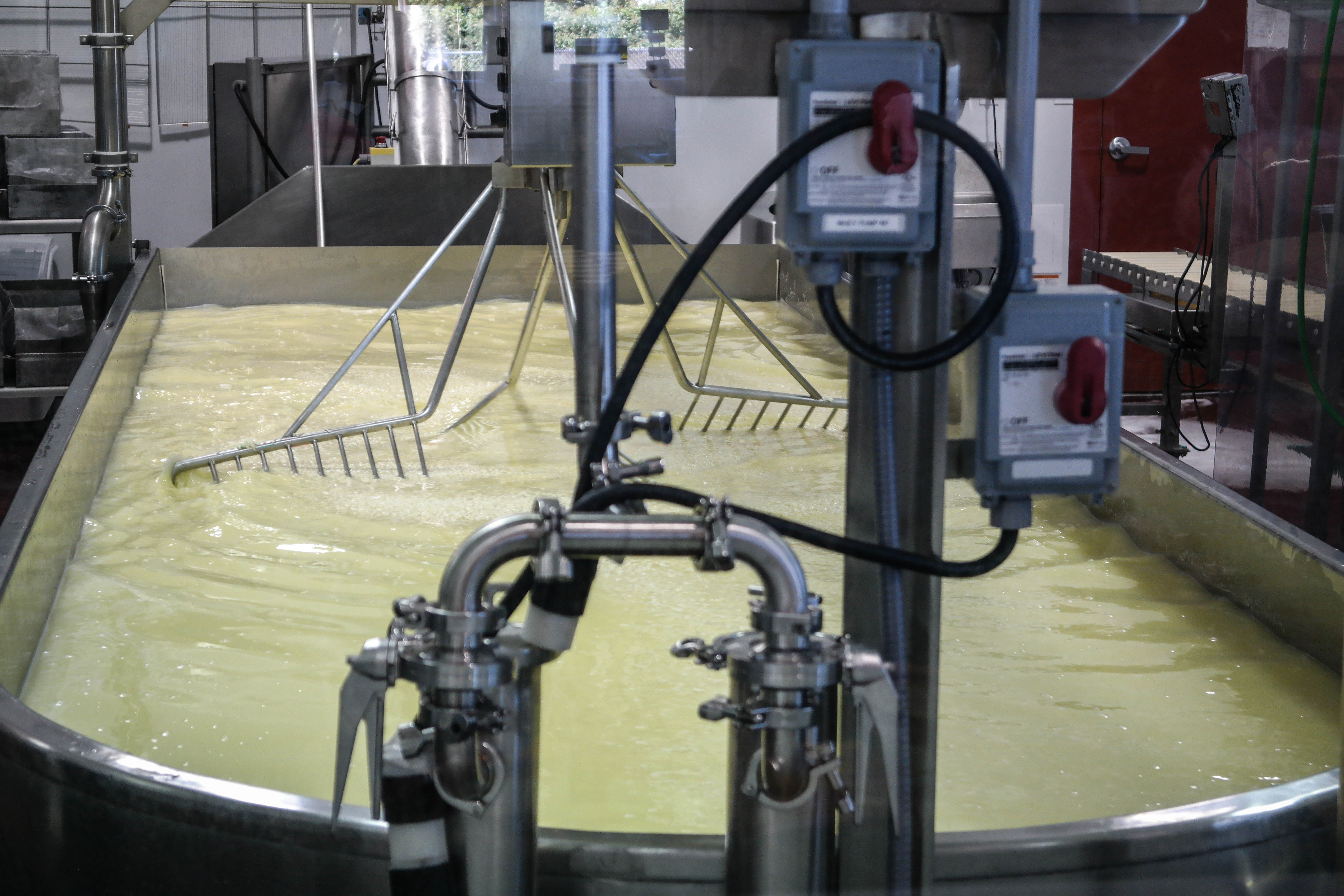
وعاء الجبن حيث يجري تقليب الحليب بعد إضافة المنفخة لصنع الجبن

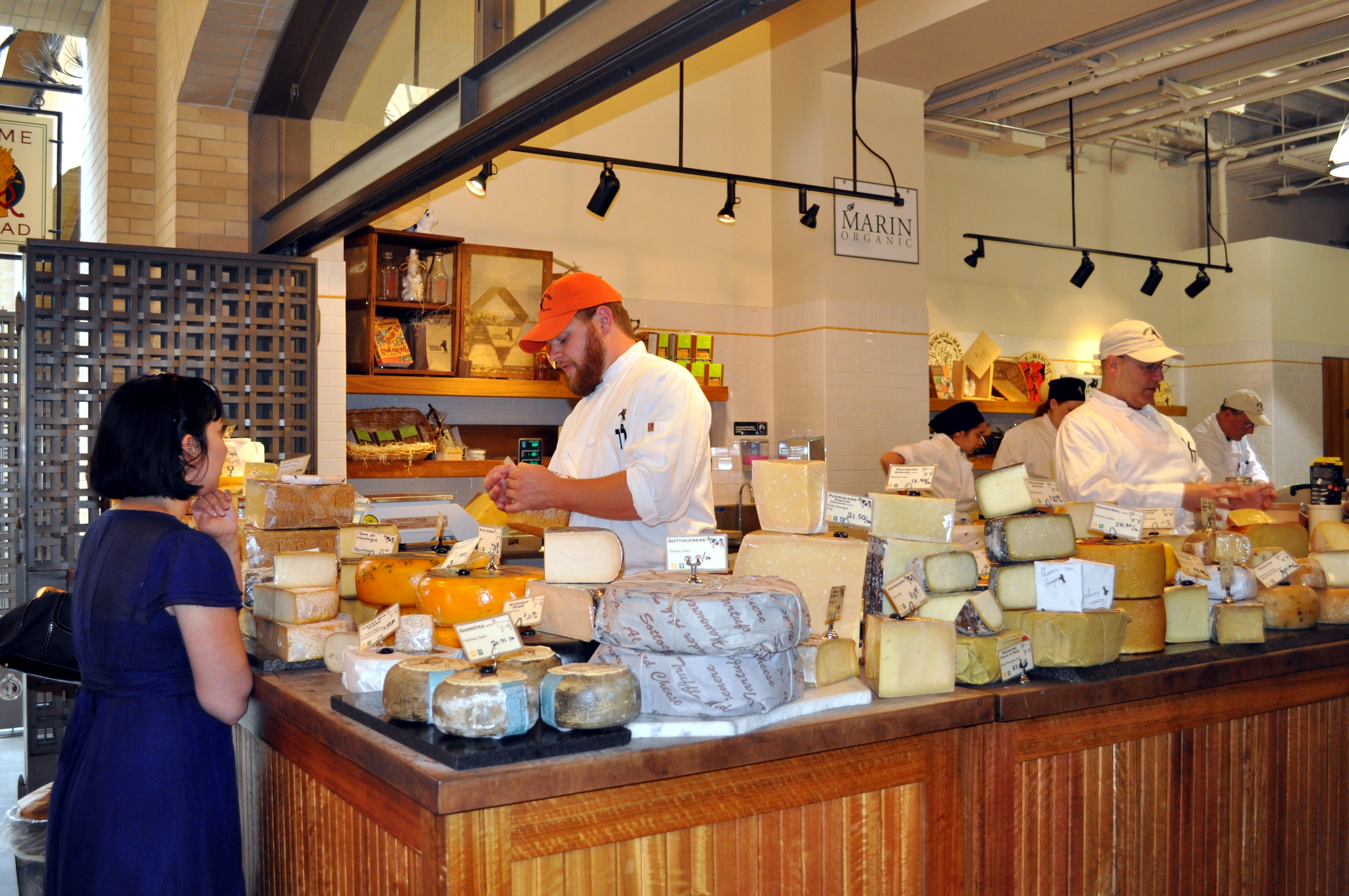
جبن معروض للبيع في مقشدة

المَقْشَدة مكان تجري فيه معالجة الحليب والقشدة وتُنتج فيه الزبدة والجبن. تفصل القشدة عن الحليب كامل الدسم. تجري عملية البسترة للحليب منزوع الدسم والقشدة بشكل منفصل. الحليب كامل الدسم المعروض للبيع قد أعيد بعض القشدة إلى الحليب منزوع الدسم.
المَقشدَة هي مصدر الزبدة من منتجات الألبان. القشدة هي مستحلب من الدهون في الماء. تؤدي عملية التمخيض إلى انقلاب الطور إلى الزبد وهو مستحلب من الماء في الدهون. تُصرَف السوائل الزائدة مثل المخيض في هذه العملية. يجري التحكم تلقائيًا في صناعة المقاشد الحديثة، لكن المقاشد التقليدية تحتاج إلى عمال مهرة. تشمل الأدوات التقليدية المِمخضة والأيدي الإسكتلندية.